# Battaglia di Bleadon
La battaglia di Bleadon fu combattuta nel 1068 durante la conquista normanna dell'Inghilterra. I principi Godwin, Edmondo e Magnus del Wessex invasero l'Inghilterra cercando sostenitori, ma si scontrarono con un'armata fedele a Guglielmo il Conquistatore. Lo scontro di Bleadon si risolse con una vittoria anglosassone, che tuttavia non fu risolutiva per l'andamento della guerra.

## Contesto
Dopo l'uccisone di Aroldo II d'Inghilterra alla battaglia di Hastings del 1066, la sua famiglia fuggì in Irlanda ospite dell'alleato Diarmait mac Máel na mBó, che finanziò anche una spedizione per tentare di cacciare gli invasori normanni. Nel 1068 quindi Godwin, Edmondo e Magnus del Wessex, figli maggiori di Aroldo, condussero un'invasione dell'Inghilterra, attaccando prima Bristol e poi il Somerset. Tuttavia molti anglosassoni non sostenevano più la dinastia Godwin, e scelsero di rimanere fedeli al nuovo sovrano Guglielmo il Conquistatore. Eadnoth lo Stalliere, importante possidente e funzionario locale, raccolse quindi un esercito e andò incontro agli invasori.

## Battaglia e conseguenze
I due eserciti si scontrarono in data sconosciuta presso il villaggio di Bleadon. Gli scontri furono violenti e le perdite pesanti da ambo le parti, ma la vittoria infine arrise agli esuli, che uccisero anche Eadnoth, sbandando così temporaneamente la resistenza inglese. La quasi contemporanea sparizione dalle cronache del principe Magnus del Wessex fa propendere alcuni studiosi per una sua morte durante questa battaglia, ma non esistono prove certe di ciò.
Nonostante la temporanea vittoria, gli esuli poco dopo persero la propria roccaforte di Exeter, assediata da Guglielmo il Conquistatore, e furono costretti a ritirarsi in Irlanda. Avrebbero tentato una nuova riconquista l'anno successivo, venendo sconfitti alla battaglia di Northam.